# Christine Holt
Christine Elizabeth Holt, née le 28 août 1954, est une neuroscientifique du développement britannique. Elle est professeure de neurosciences du développement à l'Université de Cambridge depuis 2003,  et membre du Gonville and Caius College de l'Université de Cambridge depuis 1997.
Holt est surtout connue pour ses recherches sur les mécanismes de base qui régissent la façon « dont le cerveau des vertébrés est  câblé de la manière hautement spécifique et complexe ». 

## Biographie

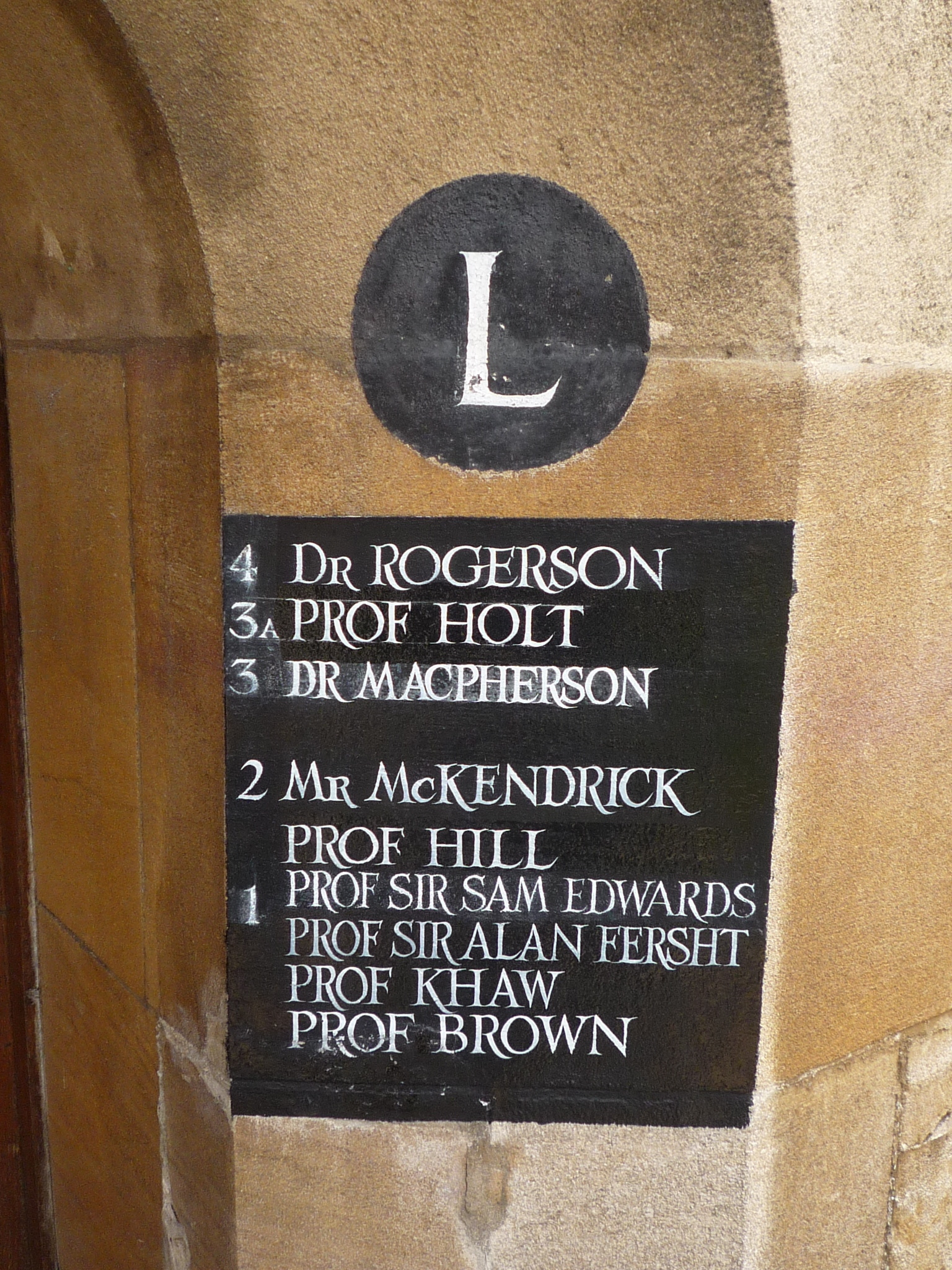
Le nom de Holt sur l'escalier L du Gonville & Caius College de Cambridge, en 2010.

En 1977, Holt obtient le baccalauréat ès sciences (avec distinction) en sciences biologiques à l'Université du Sussex. Elle prépare son doctorat sous la direction de John Scholes au King's College de Londres, et obtient le doctorat en zoologie en 1982.
Entre 1982 et 1986, Christine Holt est boursière postdoctorale au département de physiologie de l'Université d'Oxford et au département de biologie de l'Université de Californie à San Diego (UCSD), sous la direction de  W. A. Harris et de Colin Blakemore,. En 1986, elle devient assistante de recherche en biologie et lecturer à l'UCSD, où continue à étudier le système visuel de la grenouille au début de sa période embryonnaire. Elle a reçu un McKnight Scholar Award pour ce travail en 1986 et un prix Alexander von Humboldt en 1987.
En 1989 Holt rejoint le corps enseignant de l'UCSD 1989. En 1991, elle est nommée Pew Scholar.
En 1997, elle est nommée au Gonville & Caius College de l'Université de Cambridge. En 2003, elle devient professeure de neurosciences du développement au Département de physiologie, développement et neurosciences. 

## Distinctions
- 2005 : Holt est élue membre de l'Organisation européenne de biologie moléculaire ;
- 2007 : élue membre de l' Académie des sciences médicales ;
- 2009 : membre de la Royal Society[3] ;
- 2011 : prix Remedios Caro Almela pour la recherche en neurobiologie du développement[8] ;
- 2016 :  prix António Champalimaud Vision[9] avec John Flanagan de la Harvard Medical School, Carol A. Mason de l'université Columbia, et Carla Shatz de l'université Stanford ;
- 2017 : médaille et la conférence Ferrier de la Royal Society « pour sa compréhension pionnière des mécanismes moléculaires clés impliqués dans la croissance, le guidage et le ciblage des nerfs, ce qui a révolutionné nos connaissances sur la croissance de la pointe des axones »[10] ;
- 2020 : élue membre de l' Académie nationale des sciences[11] ;
- 2022 : lauréate du prix Rosenstiel[12] ;
- 2023 : lauréate du prix Brain[13] ;

## Recherche
Au début de sa carrière, Holt étudie le mouvement cellulaire au cours du développement des yeux dans le système visuel de la grenouille. Son travail de thèse est publié dans Nature en 1980,.
En 2009, elle participe à une équipe internationale qui a reçu une subvention du Frontière humaine pour développer des sondes moléculaires dans le but de mieux comprendre le « GPS cellulaire » qui guide les neurones pour créer un système nerveux correctement câblé. Ses recherches fournissent des pistes pour des thérapies pour des lésions nerveuses et des troubles neuro-développementaux.
Ses intérêts de recherche portent sur les mécanismes de guidage axonal et la spécificité synaptique dans le développement de réseaux cérébraux complexes. Holt a observé que les protéines synthétisent et dégénèrent au niveau local dans le cône de croissance d'un axone. Ce processus est nécessaire pour la précision de l'orientation correcte de la croissance des cellules cérébrales. En plus d'étudier la N-cadhérine et les intégrines, elle étudie le rôle des éphrines dans la croissance des axones et la formation du chiasma optique. De plus, ses études ont révélé que la nétrine 1, le DCC et la laminine sont des acteurs clés du guidage axonal depuis la rétine,,.  Holt collabore aussi avec le laboratoire de Giovanni Armenise à l'Université de Harvard, en se concentrant sur le rôle des microARN et des ARN non codants dans la repousse et le câblage des axones, et comme lien possible avec le cancer du système nerveux.